# Lénalidomide
Le lénalidomide (commercialisé sous le nom de Revlimid) est une molécule utilisée comme médicament, dérivée du thalidomide et apparue en 2004.

## Mode d'action
Le lénalidomide est un médicament capable de modifier ou de réguler le fonctionnement du système immunitaire. il détruit directement certains types de cellules tumorales ou les empêche de proliférer.
Il peut également perturber le développement de minuscules vaisseaux sanguins qui contribuent à la croissance tumorale. C'est pourquoi, en théorie, le lénalidomide pourrait réduire ou empêcher le développement cancéreux.

## Indications
Il a été approuvé aux États-Unis et au Canada en 2008 pour le traitement de certaines maladies hématologiques (dans certains types de syndromes myélodysplasiques comme le syndrome 5q- et dans les myélomes multiples (MM)). 

## Efficacité
Dans le myélome, il a une certaine efficacité, en association avec un corticoïde dans les formes réfractaires ou en cas de rechute ainsi qu'en traitement d'entretien avec ou sans transplantation de moelle.
Il est en cours de test dans le traitement des lymphomes non-hodgkiniens, en particulier dans les lymphomes du manteau où il a une efficacité tant dans les formes réfractaires, utilisé seul ou en association avec le rituximab, qu'en première ligne, toujours en association avec le rituximab.
Il est utilisé dans le traitement d'un syndrome myélodysplasique, le syndrome 5q-.